# There's a Guy Works Down the Chip Shop Swears He's Elvis
"There's a Guy Works Down the Chip Shop Swears He's Elvis" blev Kirsty MacColls första hitsingel på listorna i Storbritannien, med topplaceringen #14 år 1981, vilken låg på listan i nio veckor. Den nådde topplaceringen #9 i Republiken Irland. En promoversion släpptes i USA med referenser till amerikanska truck stop istället för brittiska chip shop, vilken dock bara släpptes till discjockeys.
Den norska sångerskan Elisabeth Andreasson spelade in låten 1981 på countryalbumet Angel of the Morning, med text på svenska av Hasse Olsson) som "Killen ner' på Konsum svär att han är Elvis"  .
Med texten på svenska framfördes låten i Dansbandskampen 2009 av Sweetshots.

## Låtlista
1. "There's a Guy Works Down the Chip Shop Swears He's Elvis" (K. MacColl / P. Rambow)
2. "Hard to Believe" (K. MacColl)
3. "There's a Guy Works Down the Chip Shop Swears He's Elvis (countryversion)" (K. MacColl / P. Rambow)